# Округ Кас (Небраска)
Округ Кас (енгл. Cass County) је округ у америчкој савезној држави Небраска.

## Демографија
По попису из 2010. године број становника је 25.241, што је 907 (3,7%) становника више него 2000. године.
| Група             | 2000.          | 2010.          |
| Белци             | 23.571 (96,9%) | 24.083 (95,4%) |
| Афроамериканци    | 43 (0,2%)      | 87 (0,3%)      |
| Азијати           | 85 (0,3%)      | 85 (0,3%)      |
| Хиспаноамериканци | 355 (1,5%)     | 608 (2,4%)     |
| Укупно            | 24.334         | 25.241         |